# Phlepsius reticulatus
Phlepsius reticulatus är en insektsart som beskrevs av Victor Antoine Signoret 1880. Phlepsius reticulatus ingår i släktet Phlepsius och familjen dvärgstritar. Inga underarter finns listade i Catalogue of Life.